# ザ・ヒットマン/危険な標的
『ザ・ヒットマン/危険な標的』（The Hitman）は、1991年のアメリカ映画。サスペンス/アクション映画。チャック・ノリスと実弟、アーロン・ノリス監督との3作目のコンビ作。日本ではビデオスルー、1992年にワーナー・ホーム・ビデオからVHSが発売された。

## ストーリー
刑事クリフ・ギャレットは、汚職に手を染めた相棒の裏切りによって瀕死の重傷に陥る。
3年後、死の淵から生還した彼は、シアトル犯罪地域のアンダーグランドで厚い信頼を得るヒットマン（殺し屋）となり暗躍していた。
だが、その実はマフィア組織壊滅のための潜入捜査だったのだ。

## スタッフ
- 製作： ドン・カーモディ
- 製作総指揮： アンドレ・リンク、ハリー・アラン・タワーズ
- 監督： アーロン・ノリス
- 脚本： ロバート・ジョフリオン、ドン・カーモディ、ガレノ・トンプソン（ノンクレジット）
- 原案： ガレノ・トンプソン（ノンクレジット）
- 撮影： ジョアオ・フェルナンデス
- 編集： ジャクリーン・カーモディ
- 音楽： ジョエル・デルーイン

## 出演
| 役名                          | 俳優                     | 日本語吹替                                     |
| 役名                          | 俳優                     | テレビ東京版                                   |
| ----------------------------- | ------------------------ | ---------------------------------------------- |
| クリフ・ギャレット/グローガン | チャック・ノリス         | 磯部勉                                         |
| ロニー・デル・デラニー        | マイケル・パークス       | 菅生隆之                                       |
| マルコ・ルガニー              | アル・ワックスマン       | 石田太郎                                       |
| クリスティン・デ・ヴェラ      | アルバータ・ワトソン     | 唐沢潤                                         |
| ティム・マーフィー            | サリム・グラント         | 加藤精三                                       |
| チェンバース                  | ケン・ポーグ             | 稲垣隆史                                       |
| アンドレ・ラコンブ            | マルセル・サブーリン     | 池田勝                                         |
| ニノ                          | ブルーノ・グレーシ       | たかお鷹                                       |
| シャハッド                    | フランク・フェルッチ     | 水野龍司                                       |
| サル                          | ジェームズ・パーセル     | 下和田裕貴                                     |
| ケイト                        | キャンダス・チャーチル   | 宮寺智子                                       |
| レムケ                        | アラン・C・ピーターソン  | 宝亀克寿                                       |
| スコラーリ                    | パリ・メリオス           | 石住昭彦                                       |
| スカルリーノ                  | アレックス・ブルハンスキ | 小室正幸                                       |
| ハッサン                      | マイケル・ベンヤアー     | 桐本琢也                                       |
| ウエイトレス                  | レベッカ・ノリス         | 西田絵里                                       |
| ラコンブの子供                | アマンダ・ノリス         | 朴璐美                                         |
| ラコンブの子供                | ミーガン・ノリス         | 佐藤ゆうこ                                     |
| その他                        | N/A                      | 永井誠 小形満 矢薙直樹 丸山純路                |
| 日本語版スタッフ              |                          |                                                |
| 演出                          | 演出                     | 蕨南勝之                                       |
| 翻訳                          | 翻訳                     | たかしまちせこ                                 |
| 調整                          | 調整                     | 兼子芳博                                       |
| 効果                          | 効果                     | リレーション                                   |
| 担当                          | 担当                     | 別府憲治                                       |
| プロデューサー                | プロデューサー           | 深澤幹彦 久保一郎                              |
| 配給                          | 配給                     | ギャガ                                         |
| 解説                          | 解説                     | 木村奈保子                                     |
| 制作                          | 制作                     | テレビ東京 ケイエスエス ザック・プロモーション |
| 初回放送                      | 初回放送                 | 2001年6月21日 『木曜洋画劇場』                 |